# Rio de Moinhos (Abrantes)
Rio de Moinhos es una freguesia portuguesa del municipio de Abrantes, con 20,06 km² de área y 1 388 habitantes (2001). Densidad: 69,2 hab/km².

## Localización
La freguesia del Rio de Moinhos se sitúa en la parte occidental del municipio, al norte del río Tajo. Tiene como vecinos a los municipios de Constância al oeste y las freguesias de Aldeia do Mato, São Vicente y Tramagal la norte, el este y sur, respectivamente. Está ubicada en la ribera de la margen derecha del río Tejo a lo largo del límite con Tramagal.

## Curiosidades
En una de sus narraciones, el aviador falangista Julio Ruiz de Alda sitúa en su nacimiento el reino legendario del Dorado
- Datos: Q1455466
- Multimedia: Rio de Moinhos (Abrantes) / Q1455466